# Pouilly-vinzelles
Le pouilly-vinzelles ne doit pas être confondu avec le pouilly-fumé ni le pouilly-fuissé, ni le pouilly-loché.
Le pouilly-vinzelles est un vin blanc d'appellation d'origine contrôlée produit sur la commune de Vinzelles, en Saône-et-Loire.
La superficie de cette AOC est de 59,22 hectares en 2023 avec le chardonnay comme cépage unique. Cette appellation et sa petite voisine le pouilly-loché font parties du vignoble du Mâconnais (une subdivision du vignoble de Bourgogne) et bordent l'aire de production du pouilly-fuissé.

## Historique
En 1816, André Jullien décrit le vignoble du Mâconnais comme produisant surtout du vin rouge à partir de gamay, mais cite les vins blancs de Vinzelles dans la troisième classe de sa hiérarchie (ceux de Pouilly et de « Fuissey » sont en première classe ; ceux de Solutrée, de Chaintré, de Davayé et de Vergisson en deuxième classe) : « Vinzelles, Loché, Saint-Martin, Charnay, les Certaux, Saint-Vérand, Pierreclod, Bussière et quelques autres vignobles de l'arrondissement de Mâcon, donnent des vins blancs de bon goût, et d'autres plus communs, qui sont ordinairement mêlés avec les vins rouges trop colorés et trop durs, pour leur donner plus de légèreté et d'agrément ».
Le nom de pouilly se vendant bien comme vin, les producteurs du village de Pouilly cherchèrent à en interdire l'usage par ceux des autres communes. La loi de 1919 sur les appellations d'origine (AO) autorise de poursuivre un présumé usurpateur d'appellation devant le tribunal de grande instance (du lieu d'origine du produit), mais aussi que « sur la base d'usages locaux, loyaux et constants, le juge pourra délimiter l'aire géographique de production et déterminer les qualités ou caractères du produit ». Cette phase judiciaire voit s'affronter les producteurs et négociants des différentes communes pour avoir le droit de vendre le vin sous le nom de pouilly, d'où le jugement du tribunal civil de Mâcon en date du 17 décembre 1922 qui restreint l'usage de l'appellation pouilly-fuissé, puis du 1er juillet 1931 et du 1er décembre 1931 qui délimitent plusieurs appellations limitrophes (pouilly-fuissé, pouilly-vinzelles et pouilly-loché). La cave coopérative de Vinzelles est fondée en 1929.
L'appellation est officiellement reconnue par le décret du 27 avril 1940, par le même texte que le pouilly-loché, chacune sur sa commune. Les techniques en viticulture et œnologie évoluent à partir des années 1960-1970 : l'enjambeur remplace le cheval, pratique de la vendange en vert, usage de table de triage, cuve en inox, pressoir électrique puis pneumatique, etc.). Avec la canicule de 2003, les vendanges débutèrent pour certains domaines cette année-là à la mi-août, soit avec un mois d'avance, des vendanges très précoces qui ne s'étaient pas vues depuis 1422 et 1865 d'après les archives.
En mars 2010, l'ODG commun aux pouilly-loché et pouilly-vinzelles dépose auprès de l'INAO sa demande de reconnaissance de premiers crus pour ces deux appellations. Le cahier des charges de l’appellation a été modifié en novembre 2024. Cette modification instaure le statut de premier cru pour la production de certains climats (sous réserve de respect des critères du cahier des charges) et limite l'aire de production à la seule commune de Vinzelles, alors que précédemment l'aire d'appellation comprenait également Loché (qui fait partie de la commune de Mâcon). Cela a pour conséquence que l'aire d'appellation du pouilly-loché n'est désormais plus incluse dans celle de pouilly-vinzelles. Les critères du cahier des charges portant une exigence accrue pour la production des premiers crus sont la charge maximale de la parcelle, la richesse naturelle en sucre, le titre alcoométrique minimum, les rendements et la période d'élevage.

## Vignoble
L'aire de production se situe au sud de la Bourgogne, en Saône-et-Loire dans le vignoble du Mâconnais, à moins de 10 kilomètres au sud-ouest de Mâcon, sur la commune de Vinzelles (avant la publication du nouveau cahier des charges de 2024, cette aire comprenait aussi le village mitoyen de Loché, mais aucune parcelle n'y était affectée à la production de pouilly-vinzelles).
Selon le service des Douanes, la superficie revendiquée en 2023 sous l'appellation est de 59 hectares. En 2008, la superficie de production était de 52,12 ha.

### Lieux-dits et climats

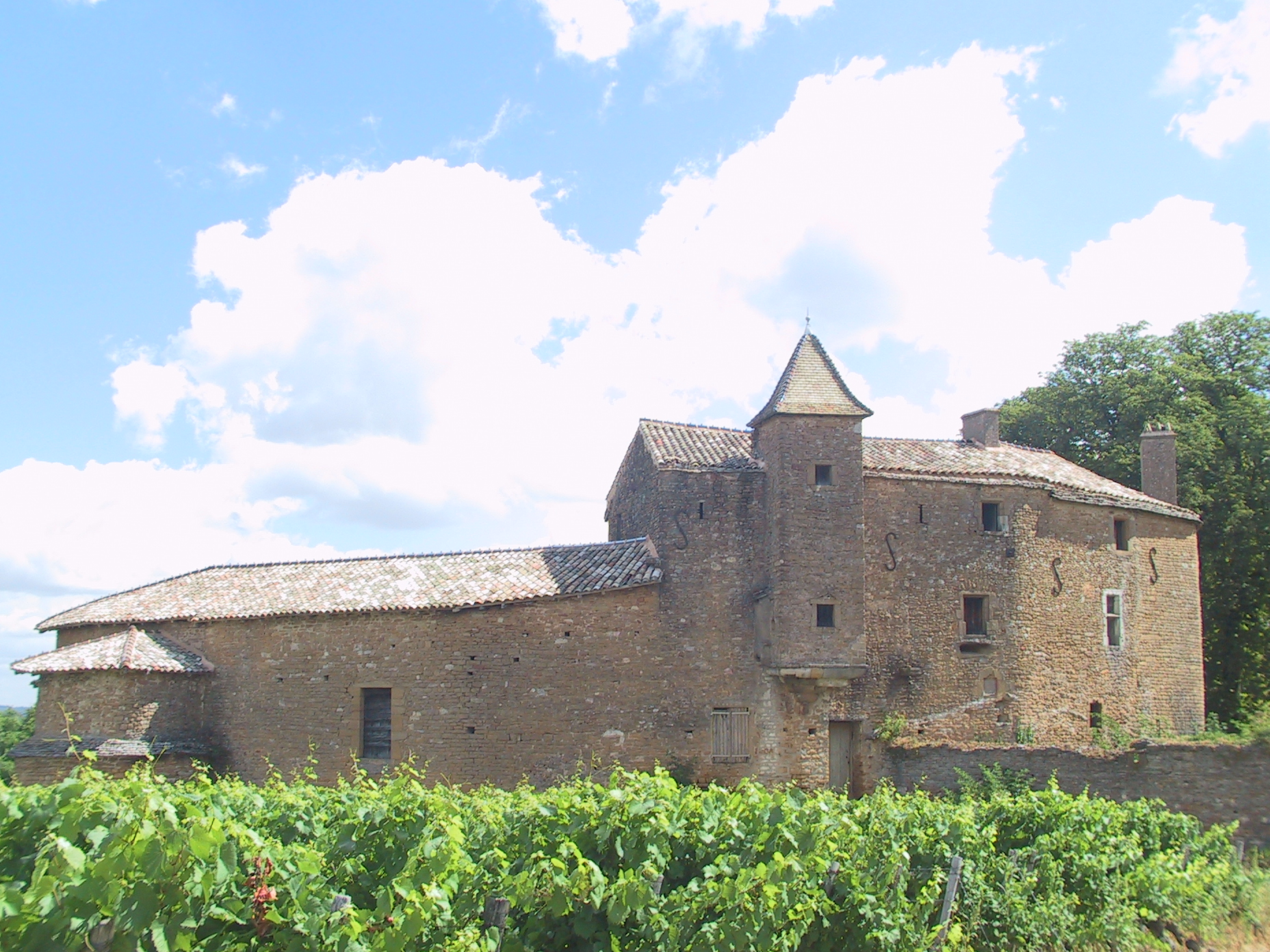
Château de Vinzelles.

Les lieux-dits de l'appellation sont : « Aux Bourgeois », « Château Bardon », « Château de Vinzelles », « Les Bois Préaux », « Les Buchardières », « Les Verchères », « Pré du Château » et « Sency ».
Depuis 2024, trois climats (« Les Longeays », « les Pétaux » et « les Quarts ») peuvent apparaître sur l'étiquette, potentiellement avec la mention premier cru si les conditions du cahier des charges sont respectées, ce qui correspond approximativement à un tiers de l'aire d'appellation.

### Géologie et orographie
Situés sur des roches du Jurassique (du Bathonien et du Bajocien) entre 200 et 250 mètres d'altitude et exposé à l'est, les sols sont à dominante argilo-calcaire.

### Climatologie
Le climat du Mâconnais est tempéré de type océanique, avec de légères tendances continentale (un peu plus sec, avec des hivers un peu plus froids) et sub-méditerranéenne (bon ensoleillement et été plus chaud). En raison de l'actuel changement climatique, les vendanges sont souvent plus précoces de quelques jours (le débourrement, la floraison et la véraison de la vigne se faisant plus tôt).
Pour la station météorologique de Charnay-lès-Mâcon (à 219 mètres d'altitude, en bordure de l'aérodrome : 46° 17′ 40″ N, 4° 47′ 40″ E), les valeurs climatiques sont :
| Mois                              | jan. | fév. | mars  | avril | mai   | juin  | jui.  | août  | sep.  | oct.  | nov. | déc. | année   |
| --------------------------------- | ---- | ---- | ----- | ----- | ----- | ----- | ----- | ----- | ----- | ----- | ---- | ---- | ------- |
| Température minimale moyenne (°C) | 0,7  | 1    | 3,8   | 6,5   | 10,5  | 14,1  | 15,9  | 15,4  | 11,7  | 8,6   | 4,2  | 1,5  | 7,8     |
| Température moyenne (°C)          | 3,5  | 4,6  | 8,5   | 11,7  | 15,7  | 19,5  | 21,5  | 21,1  | 17    | 12,7  | 7,4  | 4,1  | 12,3    |
| Température maximale moyenne (°C) | 6,3  | 8,3  | 13,2  | 16,8  | 20,8  | 24,8  | 27,1  | 26,9  | 22,3  | 16,9  | 10,5 | 6,7  | 16,7    |
| Ensoleillement (h)                | 61,6 | 96   | 163,7 | 191,7 | 216,5 | 249,1 | 274,9 | 251,1 | 194,8 | 120,3 | 71,3 | 52,1 | 1 943,1 |
| Précipitations (mm)               | 58,1 | 48,9 | 49,1  | 65,5  | 75,7  | 69,8  | 72,2  | 72,6  | 71,1  | 91,1  | 92,8 | 66,7 | 833,7   |

| Diagramme climatique                                  |          |             |             |              |              |              |              |              |             |             |            |
| J                                                     | F        | M           | A           | M            | J            | J            | A            | S            | O           | N           | D          |
| 6,30,758,1                                            | 8,3148,9 | 13,23,849,1 | 16,86,565,5 | 20,810,575,7 | 24,814,169,8 | 27,115,972,2 | 26,915,472,6 | 22,311,771,1 | 16,98,691,1 | 10,54,292,8 | 6,71,566,7 |
| Moyennes : • Temp. maxi et mini °C • Précipitation mm |          |             |             |              |              |              |              |              |             |             |            |

### Encépagement
Le chardonnay B est le seul cépage autorisé pour produire cette AOC.
Ses grappes sont relativement petites, cylindriques, moins denses que celles du pinot noir N, constituées de grains irréguliers, assez petits, de couleur jaune doré. De maturation de première époque comme le pinot noir N, il s'accommode mieux d'une humidité de fin de saison avec une meilleure résistance à la pourriture s'il n'est pas en situation de forte vigueur. Il est sensible à l'oïdium et à la flavescence dorée. Il débourre un peu avant le pinot noir N, ce qui le rend également sensible aux gelées printanières. Les teneurs en sucre des baies peuvent atteindre des niveaux élevés tout en conservant une acidité importante, ce qui permet d'obtenir des vins particulièrement bien équilibrés, puissants et amples, avec beaucoup de gras et de volume.

### Méthodes culturales

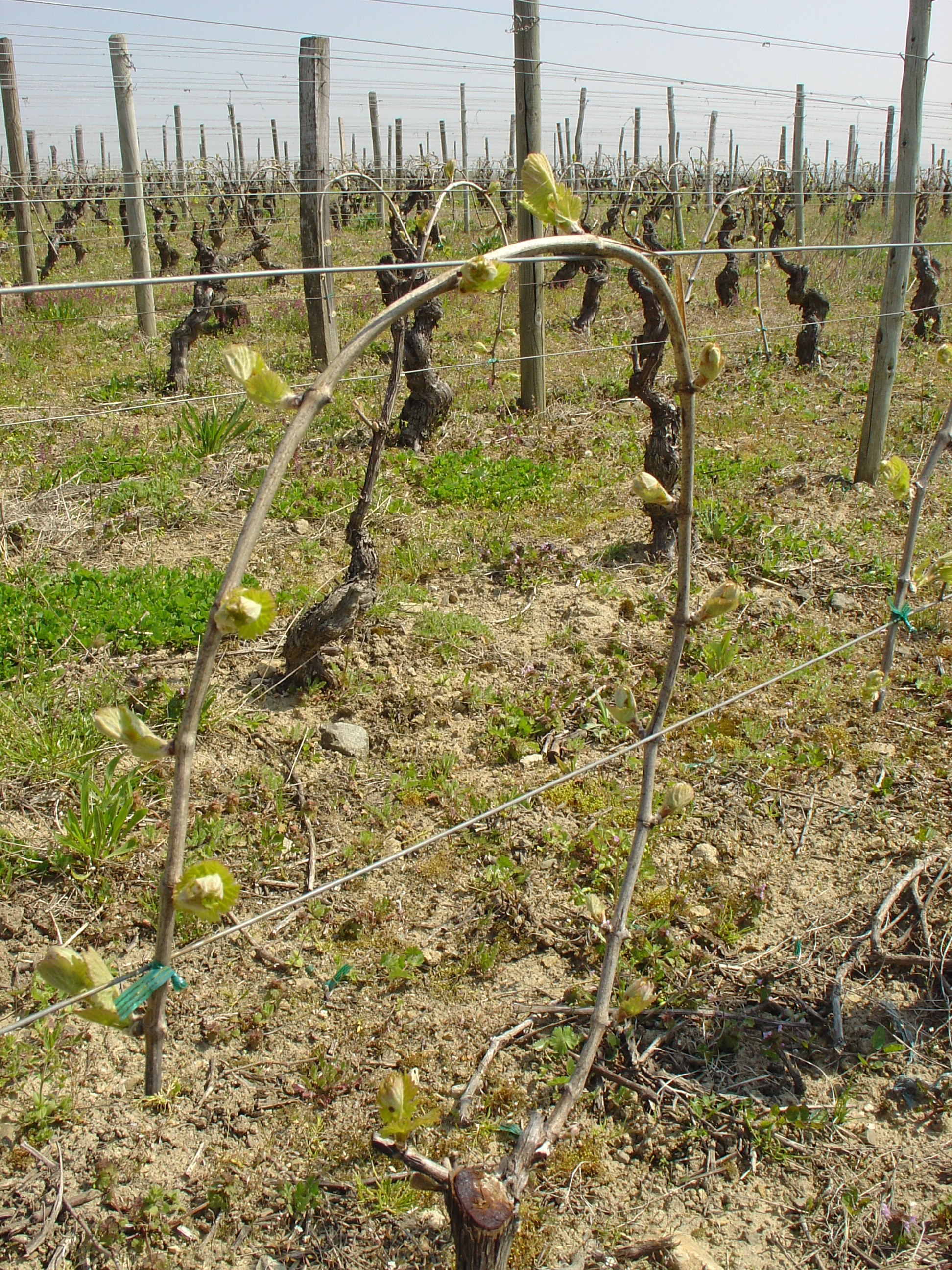
Taille à queue du Mâconnais.

Le travail manuel commence par la taille, dite « taille à queue du Mâconnais » caractéristique du Mâconnais : c'est une dérivation de la taille en guyot. Cette taille en « arcure » permet de lutter contre le phénomène d'acrotonie, typique du cépage chardonnay, elle permet aussi de préserver la vigne contre le gel de printemps. Les tailles en « cordon de Royat » et « guyot simple » sont autorisées. Le tirage des sarments suit la taille. Les sarments sont enlevés et peuvent être brûlés ou mis au milieu du rang pour être broyés. On passe ensuite aux réparations. Puis vient le pliage des baguettes. Éventuellement, après le pliage des baguettes, une plantation de nouvelles greffes est réalisée. L'ébourgeonnage peut débuter dès que la vigne a commencé à pousser. Cette méthode permet, en partie, de réguler les rendements. Le relevage est pratiqué lorsque la vigne commence à avoir bien poussé. En général, deux à trois relevages sont pratiqués. La vendange en vert est pratiquée de plus en plus dans cette appellation. Cette opération est faite dans le but de réguler les rendements et surtout d'augmenter la qualité des raisins restants. Pour finir, avec le travail manuel à la vigne, se réalise l'étape importante des vendanges.
L'enjambeur est d'une aide précieuse. Les différents travaux mécaniques se composent du broyage des sarments, réalisé lorsque les sarments sont tirés et mis au milieu du rang. De trou fait à la tarière, là où les pieds de vignes sont manquants, en vue de planter des greffes au printemps. De labourage ou griffage, réalisé dans le but d'aérer les sols et de supprimer des mauvaises herbes. De désherbage fait chimiquement pour tuer les mauvaises herbes. De plusieurs traitements des vignes, réalisés dans le but de les protéger contre certaines maladies cryptogamiques (mildiou, oïdium, pourriture grise, etc.) et certains insectes (eudémis et cochylis). De plusieurs rognages consistant à reciper ou couper les branches de vignes (rameaux) qui dépassent du système de palissage. Des vendanges mécaniques se réalisant avec une machine à vendanger ou une tête de récolte montée sur un enjambeur.

### Rendements
Les rendements sont limités par le cahier des charges de l'appellation à un maximum de 60 hectolitres par hectare, descendant à 58 hl/ha pour les premiers crus. Chaque année, ce rendement maximum peut être modifié à la hausse ou à la baisse par un arrêté du ministère de l'Agriculture, dans la limite des rendements butoirs de l'appellation, fixés respectivement à 70 et 66 hl/ha.
Les données de production des années récentes, telles que publiées par les Douanes, sont :
| Année | pouilly-vinzelles | pouilly-vinzelles | pouilly-vinzelles | pouilly-vinzelles (climat, puis 1er cru en 2024)                                     | pouilly-vinzelles (climat, puis 1er cru en 2024)                                     | pouilly-vinzelles (climat, puis 1er cru en 2024)                                     |
| Année | superficie (ha)   | production (hl)   | rendement (hl/ha) | superficie (ha)                                                                      | production (hl)                                                                      | rendement (hl/ha)                                                                    |
| ----- | ----------------- | ----------------- | ----------------- | ------------------------------------------------------------------------------------ | ------------------------------------------------------------------------------------ | ------------------------------------------------------------------------------------ |
| 2020  | 43                | 2 343             | 54                | 16                                                                                   | 791                                                                                  | 49                                                                                   |
| 2021  | 43                | 1 774             | 41                | 15                                                                                   | 592                                                                                  | 39                                                                                   |
| 2022  | 44                | 1 951             | 44                | 15                                                                                   | 823                                                                                  | 55                                                                                   |
| 2023  | 59                | 3 323             | 56                | pas de données distinctes (valeurs totales rapportées ici avec le pouilly-vinzelles) | pas de données distinctes (valeurs totales rapportées ici avec le pouilly-vinzelles) | pas de données distinctes (valeurs totales rapportées ici avec le pouilly-vinzelles) |
| 2024  | 43                | 1 577             | 37                | 17                                                                                   | 633                                                                                  | 37                                                                                   |

Comme ailleurs, une partie de la production de la commune de Vinzelles (soit sur des parcelles exclues de l'aire d'appellation du pouilly-vinzelles, soit ne répondant pas au cahier des charges) peut être vendue (ou repliée, c'est-à-dire déclassée sous un autre nom) sous une des appellations régionales de Bourgogne : bourgogne, coteaux-bourguignons, bourgogne aligoté, bourgogne-passe-tout-grains, bourgogne-mousseux, crémant de Bourgogne et mâcon (cette dernière peut être complétée par une dénomination géographique : « mâcon Vinzelles » ou « mâcon villages »).

## Vins
La production déclarée en 2023 a été d'un total de 3 323 hectolitres (un hectolitre = 100 litres = 133 bouteilles de 75 cl). En moyenne pour 2004-2008, le volume a été de 2 717 hectolitres.

### Titre alcoométrique volumique
Le titre alcoométrique pour l'appellation est de 11 % vol. minimum (12 % pour les premiers crus) et de 13,5 % vol. maximum.

### Vinification et élevage

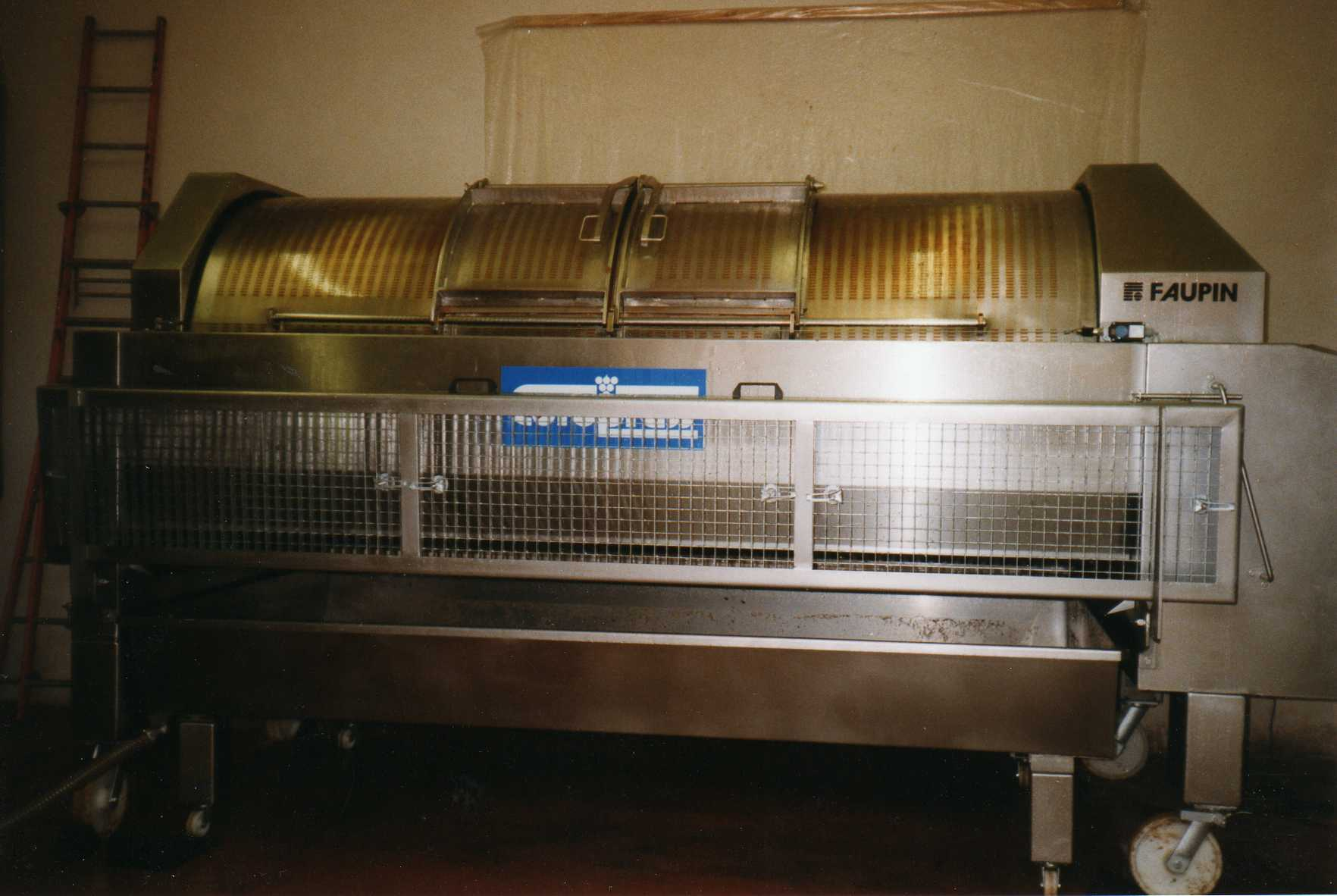
Pressoir pneumatique servant au pressurage.

Il existe des petites différences de méthode entre les différents viticulteurs, négociants et caves coopératives. La récolte est manuelle ou mécanique et peut être triée. Les raisins sont ensuite transférés dans un pressoir pour le pressurage. Une fois le moût en cuve, le débourbage est pratiqué généralement après un enzymage. À ce stade, une stabulation préfermentaire à froid (environ 10 à 12 °C pendant plusieurs jours) peut être recherchée pour favoriser l'extraction des arômes. Mais le plus souvent, après 12 à 48 heures, le jus clair est soutiré et mis à fermenter. La fermentation alcoolique se déroule avec un suivi tout particulier pour les températures qui doivent rester à peu près stables (18 à 24 °C). La chaptalisation est aussi pratiquée pour augmenter le titre alcoométrique volumique si nécessaire. La fermentation malolactique est réalisée en fûts ou en cuves. Les vins sont élevés « sur lies », en fûts, dans lesquels le vinificateur réalise régulièrement un « bâtonnage », c'est-à-dire une remise en suspension des lies. Cette opération dure pendant plusieurs mois au cours de l'élevage des blancs. À la fin, la filtration du vin est pratiquée pour rendre les vins plus limpides. La mise en bouteille clôture l'opération.

### Gastronomie
Sur des sols argilo-calcaires, ce vin a pour particularité une robe or pâle et cristalline, dont le nez peut évoquer des arômes discrets de noisette et d'amande, ou de brioche, parfois plutôt floraux (de fleurs blanches, d'acacia, ou de tilleul) ou fruités (de pêche, d'abricot, ou de coing)… Il peut être minéral, ample et opulent en bouche.
Il accompagne les crustacés, les fromages de chèvre locaux, la volaille de Bresse, des andouillettes et le poisson accompagné de beurre blanc. Il se garde entre cinq et dix ans et se sert entre 10 et 13 °C.

## Économie

### Commercialisation
La commercialisation de cette appellation se fait par divers canaux de vente : dans les caveaux des viticulteurs et caves coopératives, lors des salons des vins, dans les foires gastronomiques, par exportation, dans les cafés, hôtels et restaurants (CHR), ainsi que dans les grandes et moyennes surfaces (GMS).

### Structure des exploitations

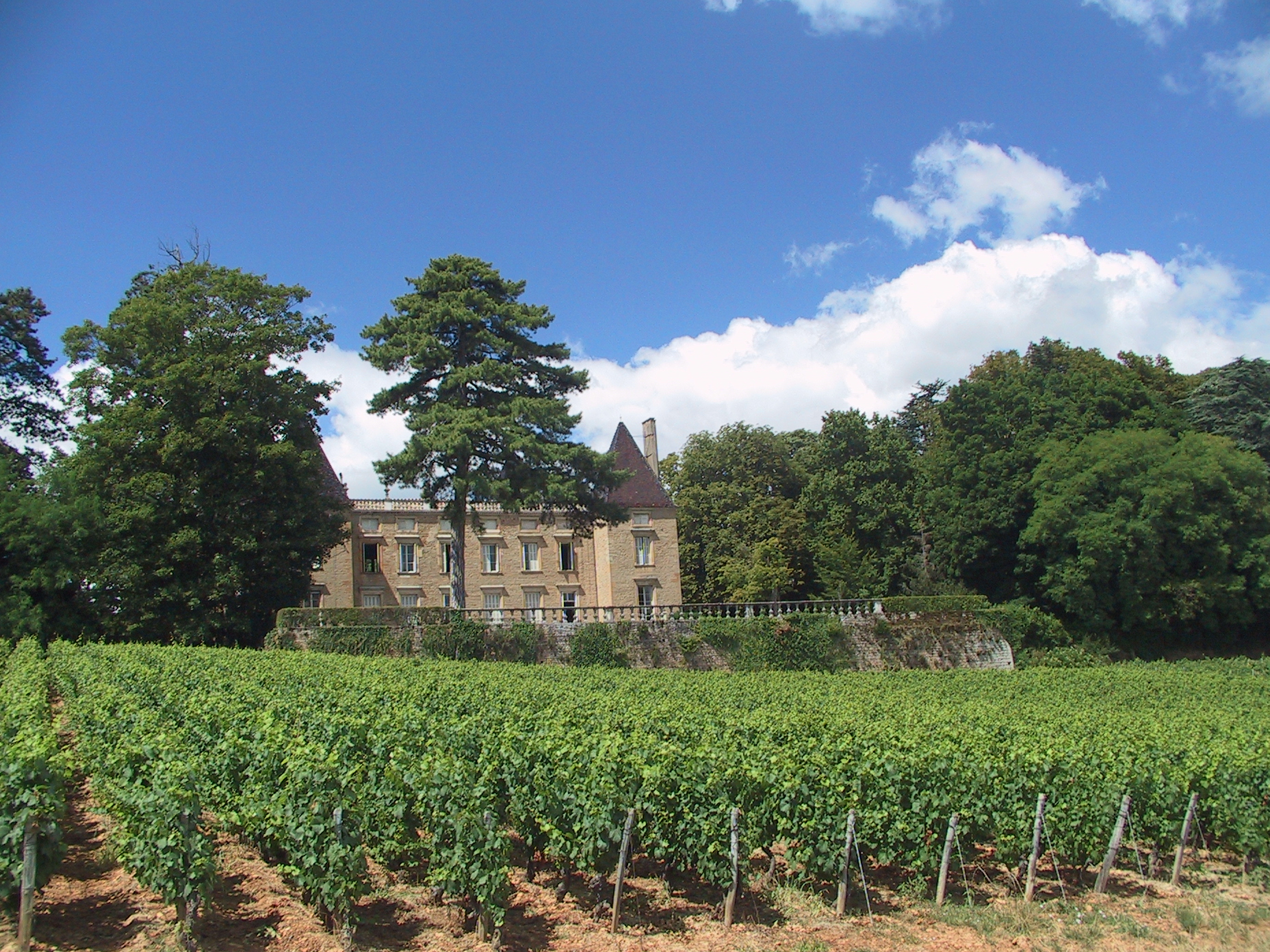
Château de Layé et ses vignes.

Il existe des domaines de tailles différentes. Ces domaines mettent tout ou une partie de leurs propres vins en bouteilles et s'occupent aussi de le vendre. Les autres, ainsi que ceux qui ne vendent pas tous leurs vins en bouteilles, les vendent aux maisons de négoce.
Les caves coopératives et leurs apporteurs sont des vignerons. Ces derniers peuvent leur amener leurs récoltes, ou bien la cave coopérative vendange elle-même (machine à vendanger en général).
Les maisons de négoce achètent leurs vins, en général, en vin fait (vin fini) mais parfois en raisin ou en moût. Elles achètent aux domaines et passent par un courtier en vin qui sert d'intermédiaire moyennant une commission de l'ordre de 2 % à la charge de l'acheteur.

### Producteurs de l'appellation
- Cave de Chaintré
- Cave des Grands Crus Blancs
- Château de Loche
- Château de Vinzelles
- Domaine Cinier Sophie
- Domaine Coudurier Fabrice
- Domaine de Fussiacus
- Domaine Jambon Marc et Fils
- Domaine la Soufrandière
- Domaine Mathias Béatrice et Gilles
- Domaine Thibert Père et Fils
- Domaine Trouillet
- Œnothèque Burrier Georges